# 안양천
안양천(安養川)은 한강의 지류 중 하나이다. 고려 태조 왕건이 중건한 안양사(安養寺)라는 하천 부근의 사찰에서 안양천이라는 이름이 유래한 것으로 추정된다. 안양사(安養寺)는 2017년 현재 터만 남아 있으며 경기도 안양시는 이 하천의 이름을 따서 20세기 들어서 만들어진 지명이다. 이 하천은 서울특별시 금천구와 경기도 광명시의 경계를 흐르며, 서울특별시 영등포구와 양천구·강서구의 경계를 이룬다.
최장 발원지는 경기도 의왕시에서 위치한 왕곡천의 상류인 백운산(566m) 서쪽계곡 백운사 부근에서 발원한다.(청계산 이수봉 서쪽계곡에서(청계사 부근) 발원한 청계천을 최장 발원지로 보는 견해도 있다.)  오전천, 당전천, 학의천, 산본천, 수암천, 시흥천, 목감천, 도림천과 합류하며, 안양시 경부선철교부터 올림픽대로 염창교까지가 국가하천으로 지정되어 있으며, 안양 경부선철도 이남 상류구간은 경기도 관할의 지방하천이다. 안양천로와 서부간선도로가 안양천과 나란히 지나가고 있다. 중랑천, 탄천과 함께 서울시 3대 하천으로 분류되기도 한다.

## 사진

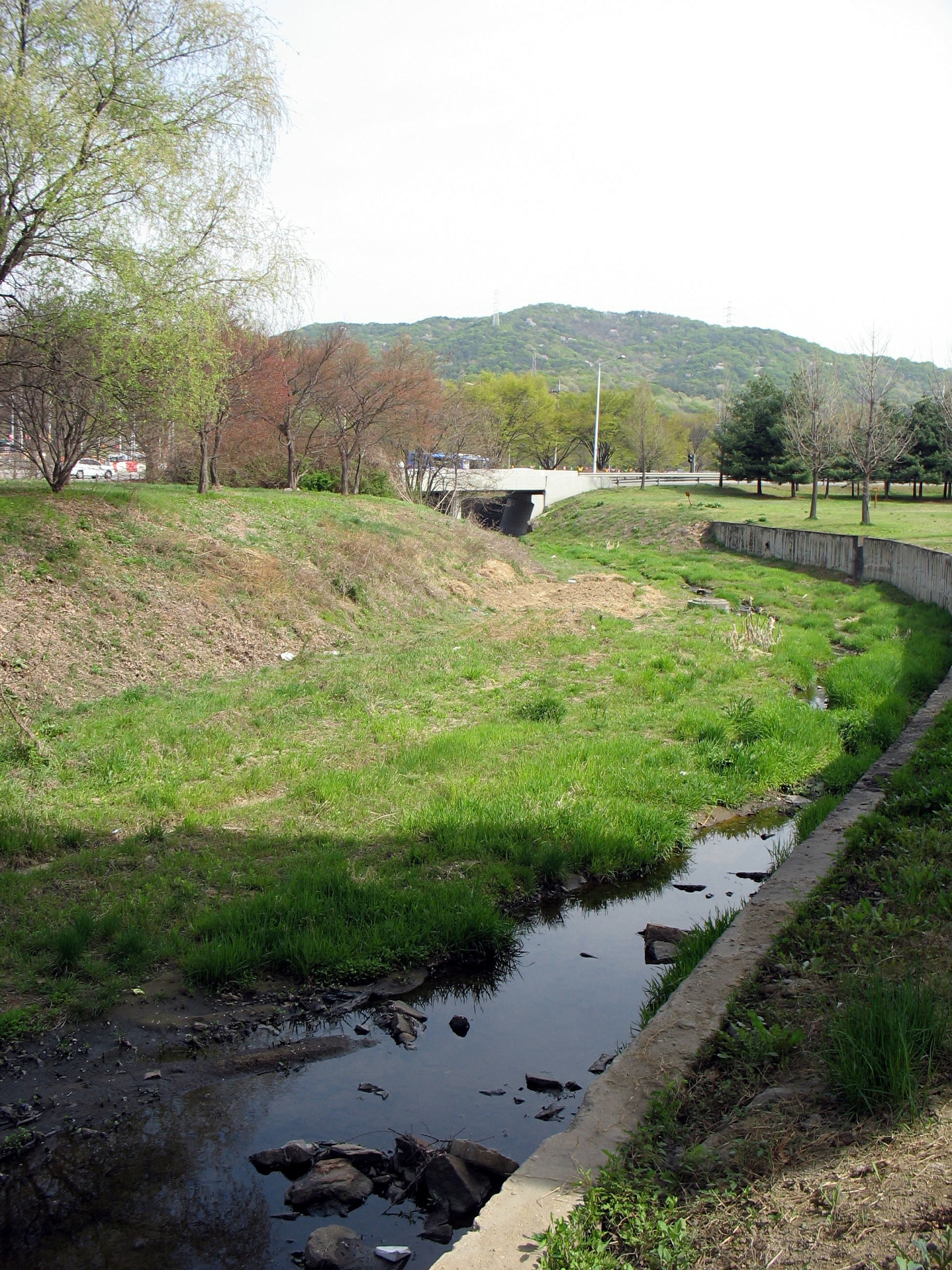
의왕인터체인지에서 바라본 안양천
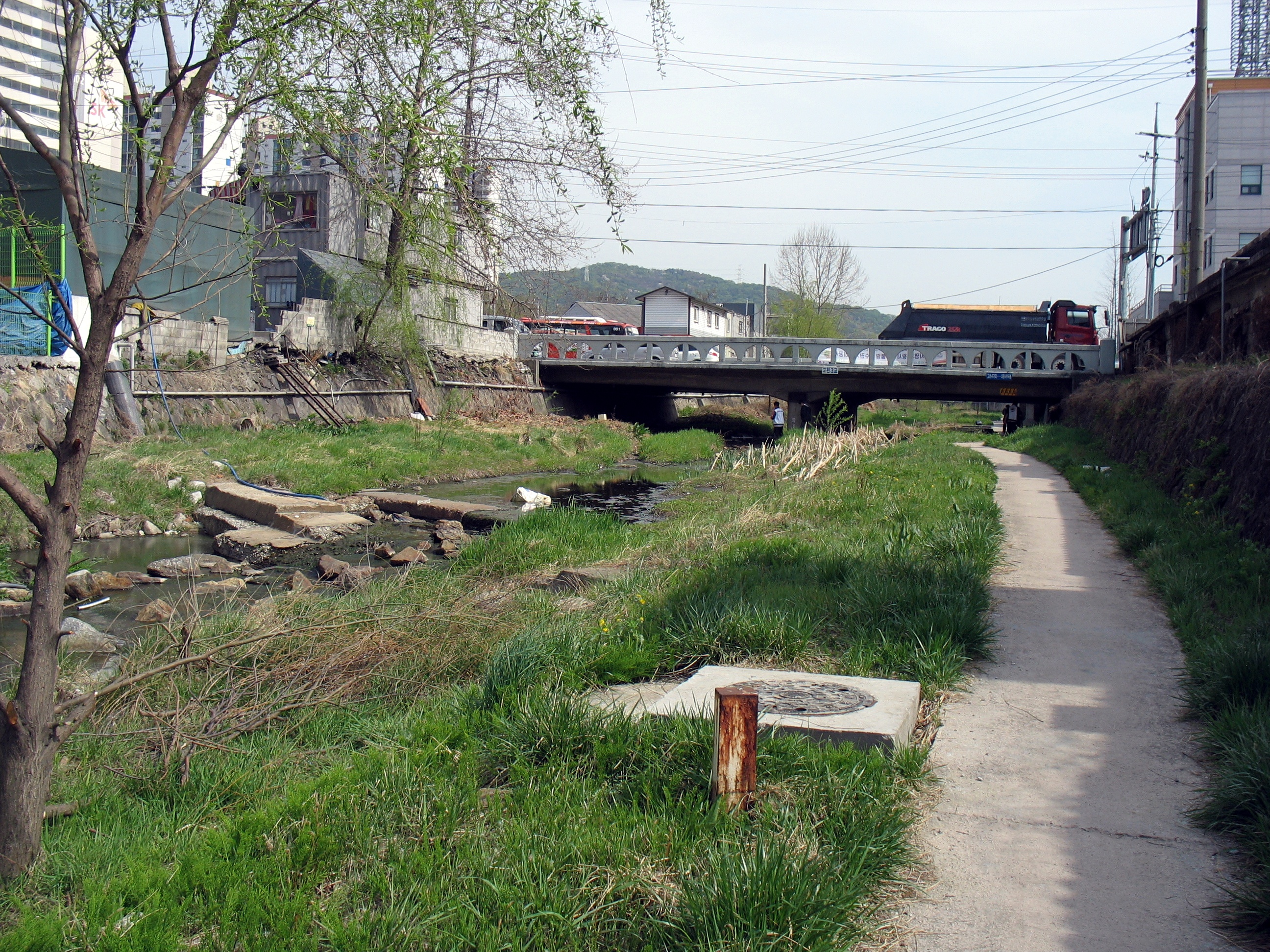
의왕 상류 전경
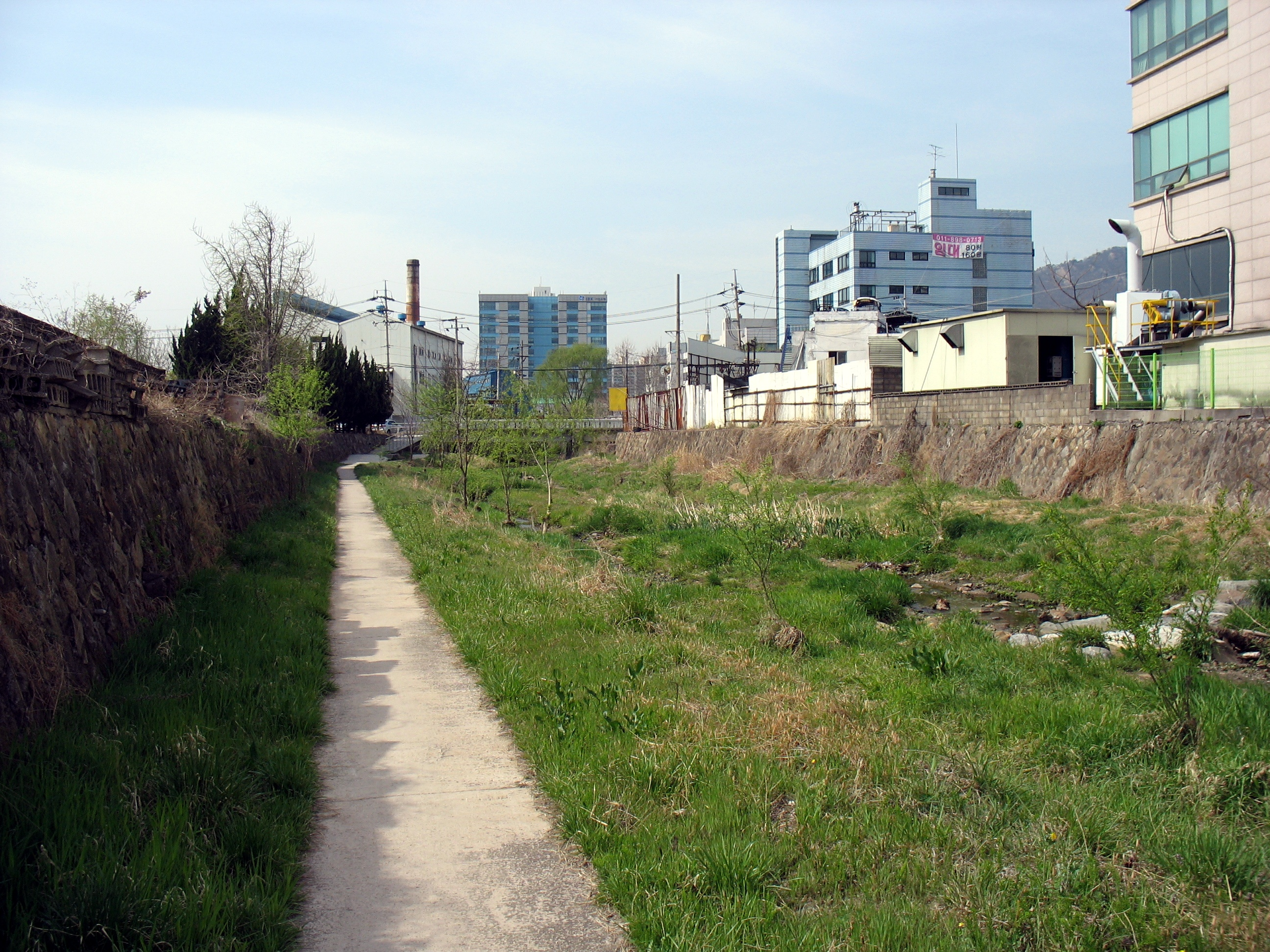
의왕 하류 전경
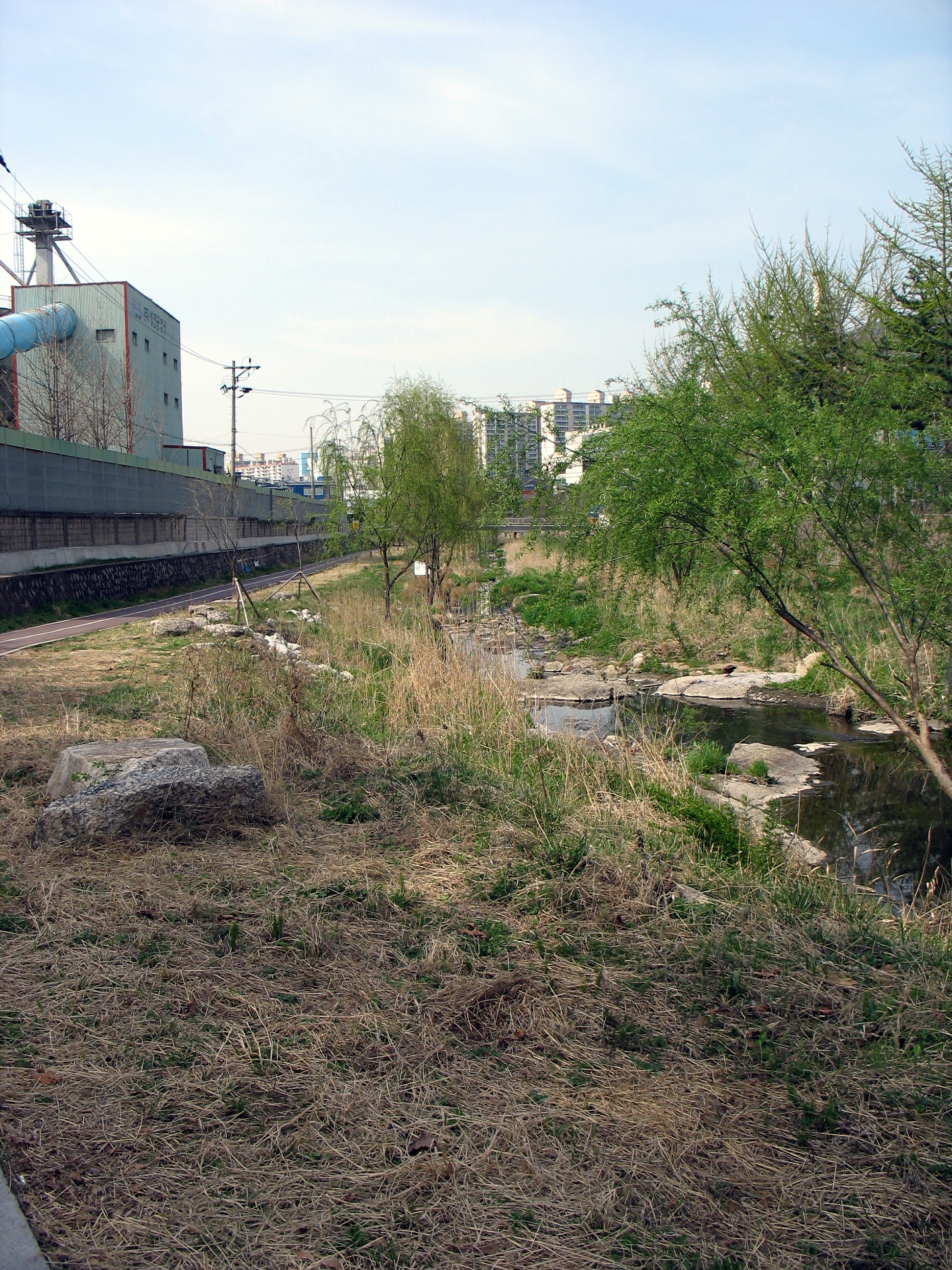
군포 지역 전경
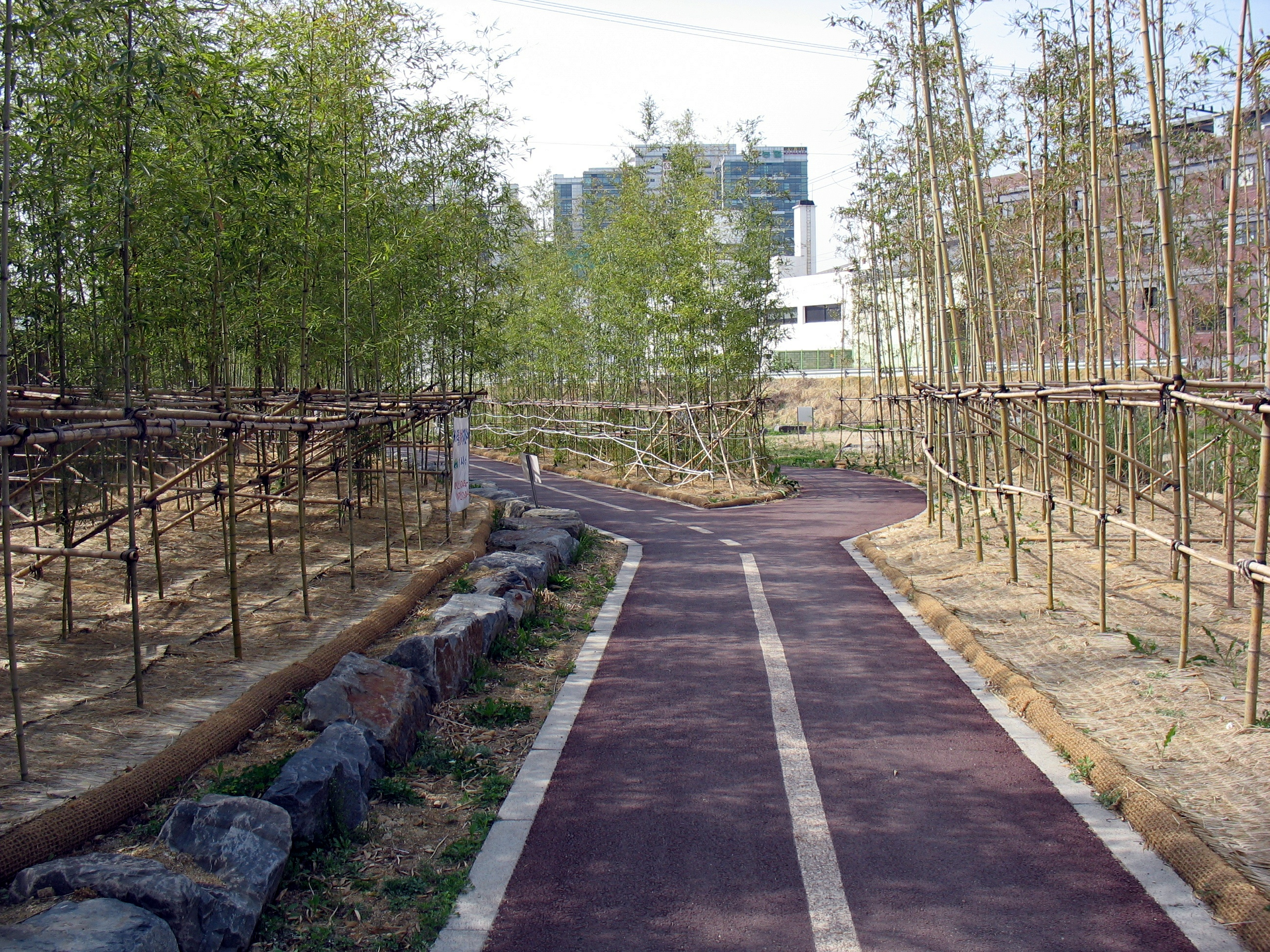
군포 하천변 대나무
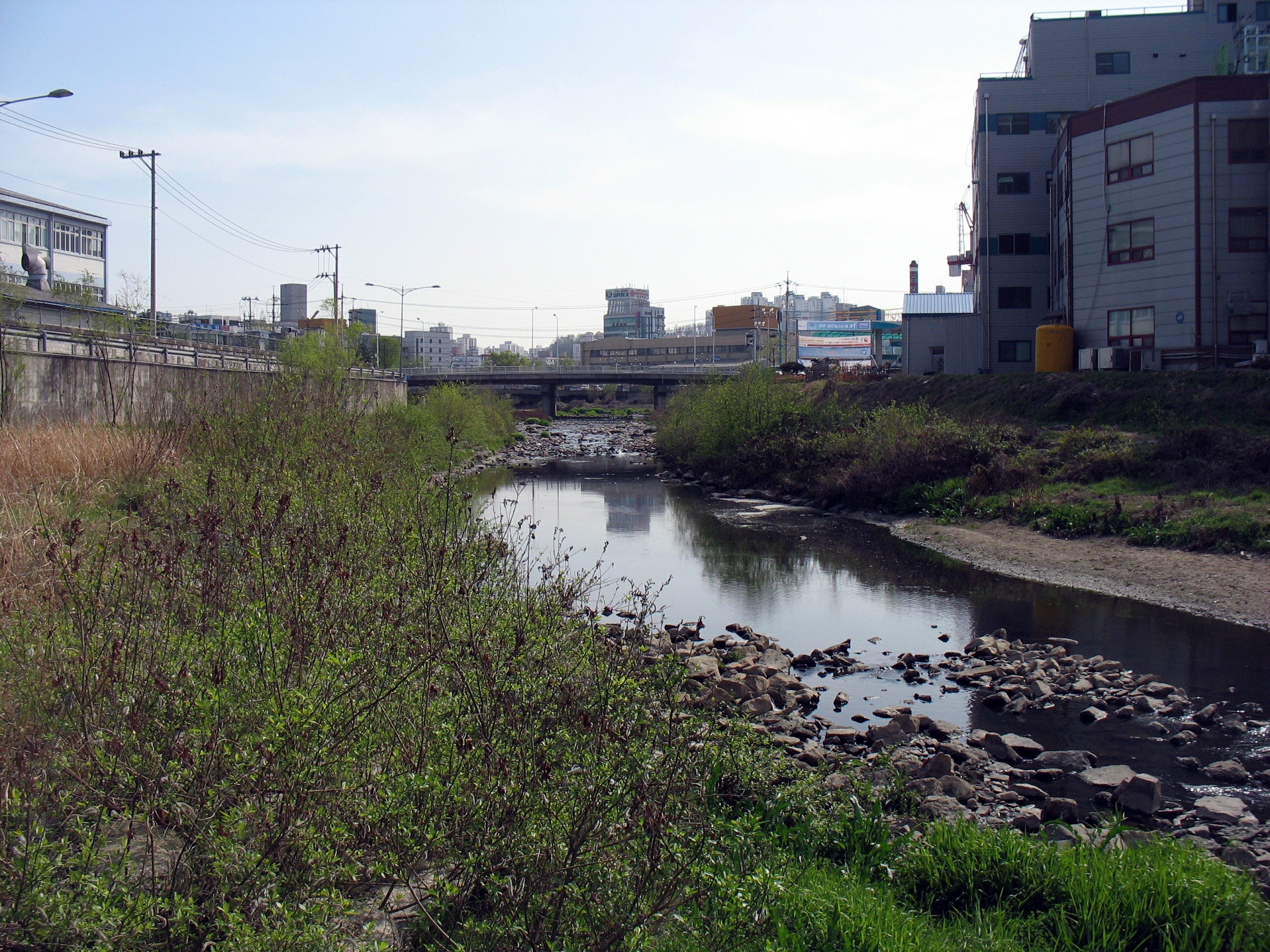
의왕 전경
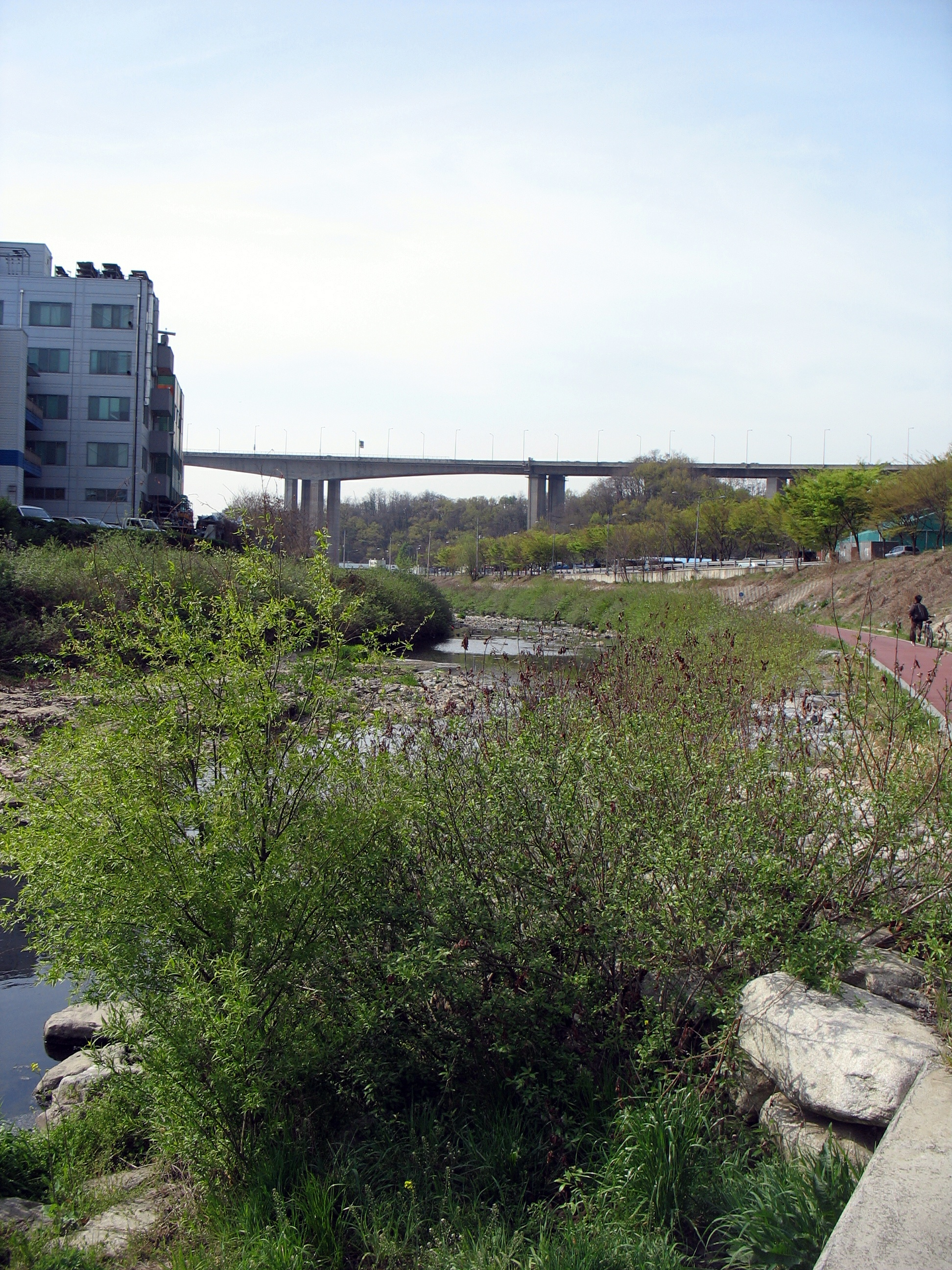
수도권제1순환고속도로를 지나는 안양천
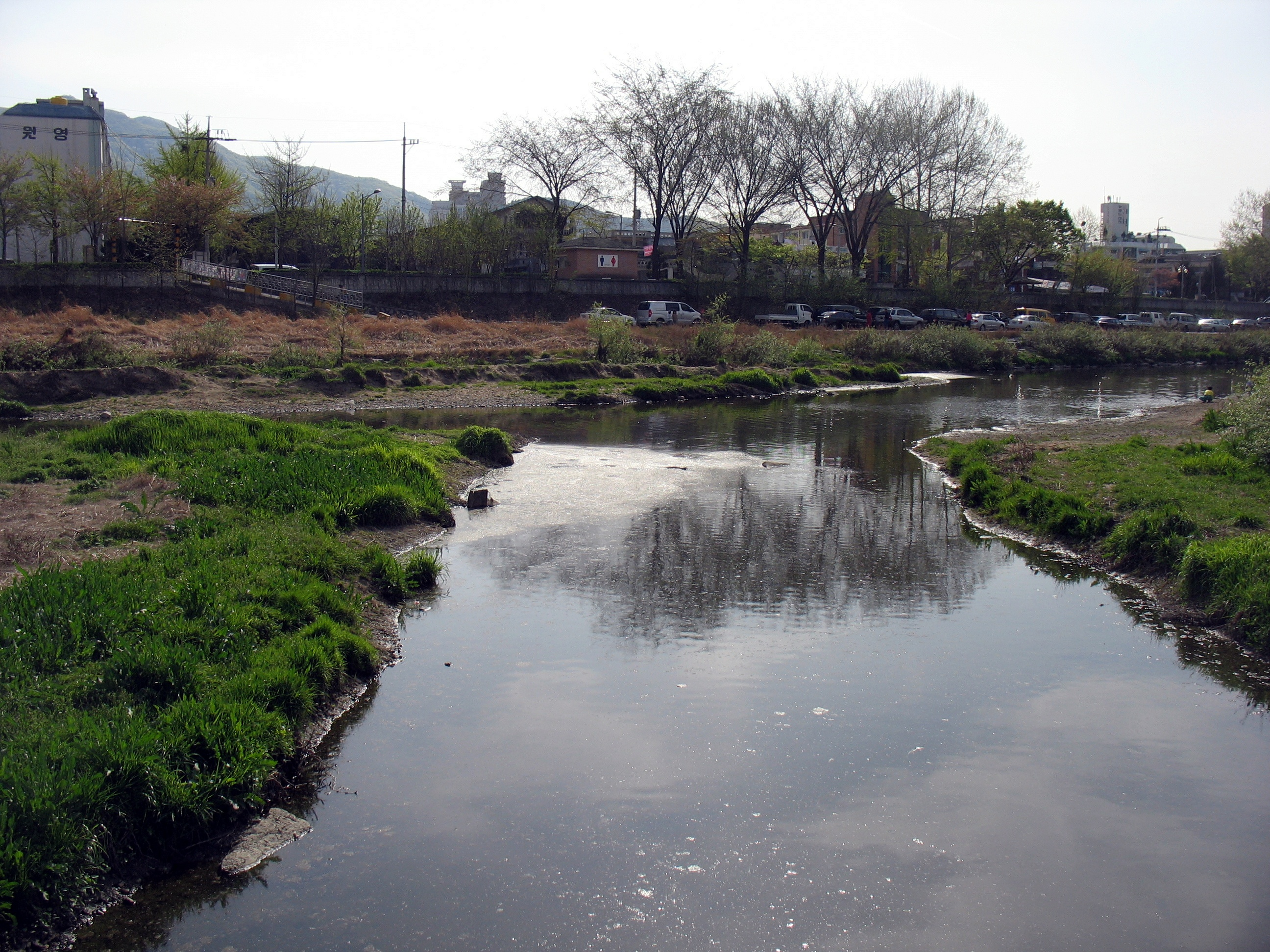
학의천 하류에서 바라본 안양천
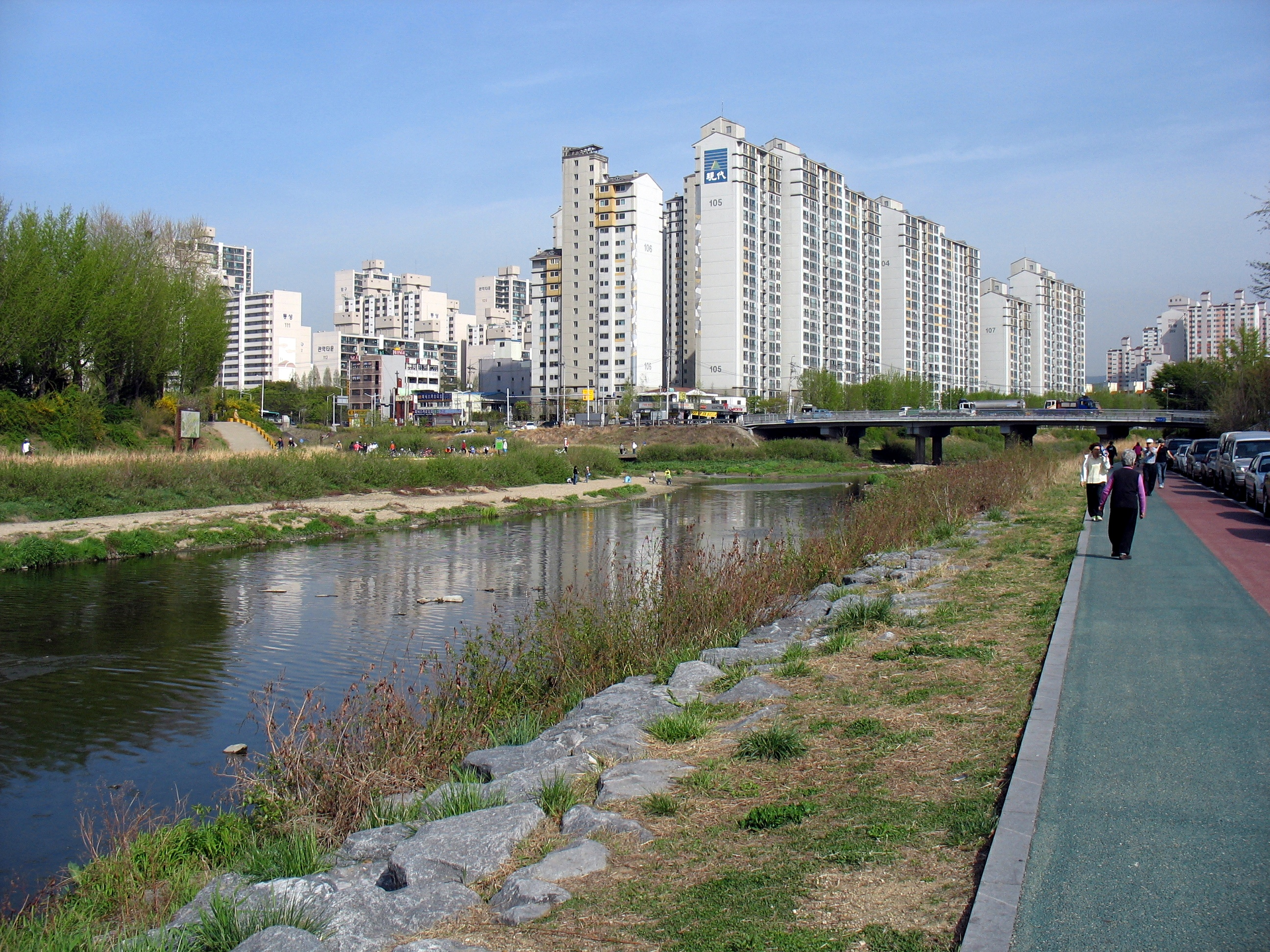
학의천 상류방향 전경
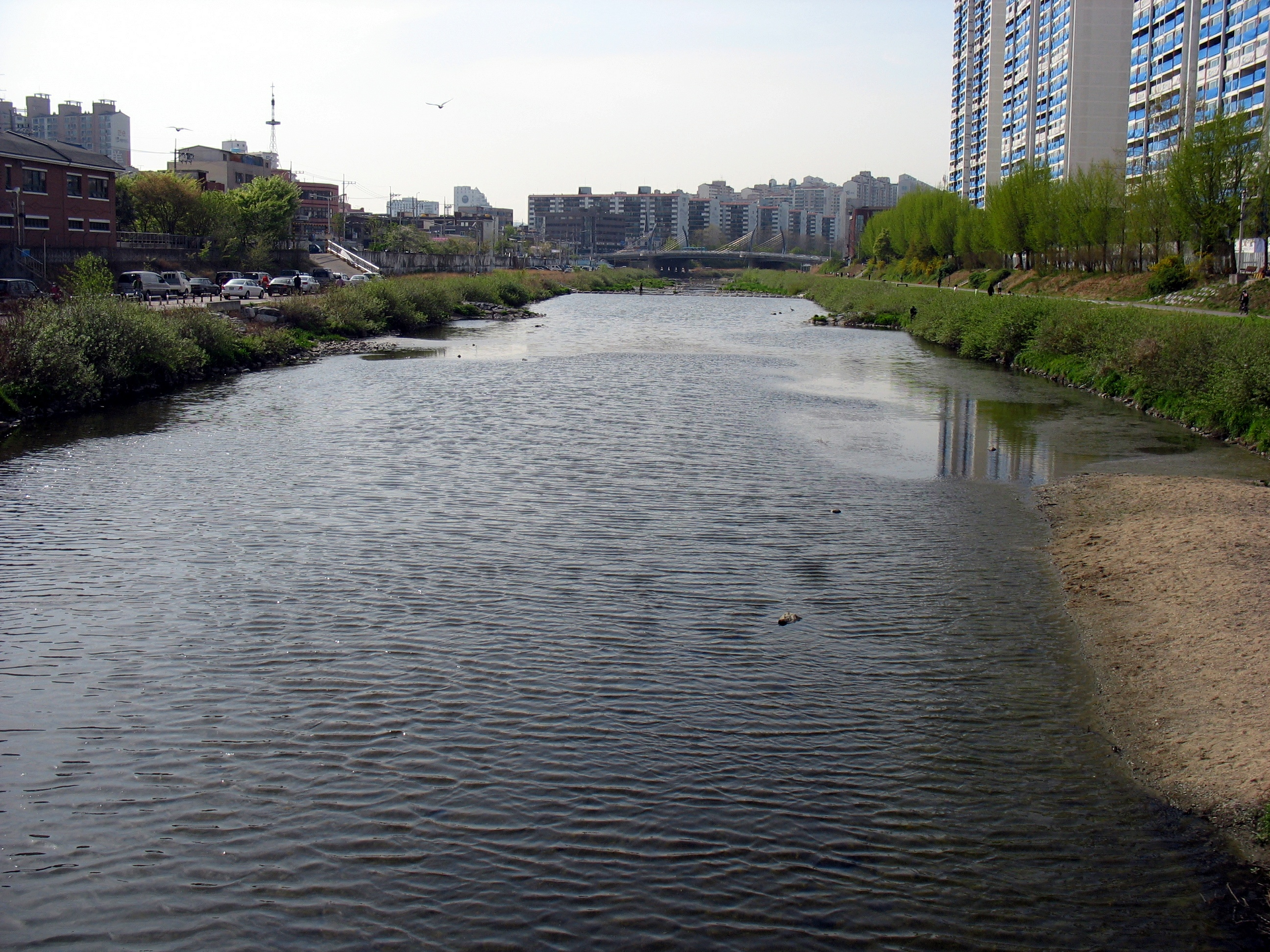
학의천 하류방향 전경
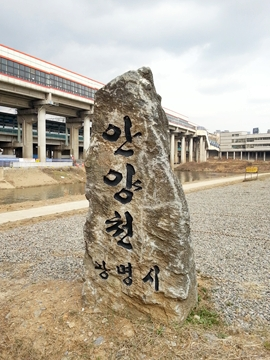
목감천합류부의 안양천 표지석
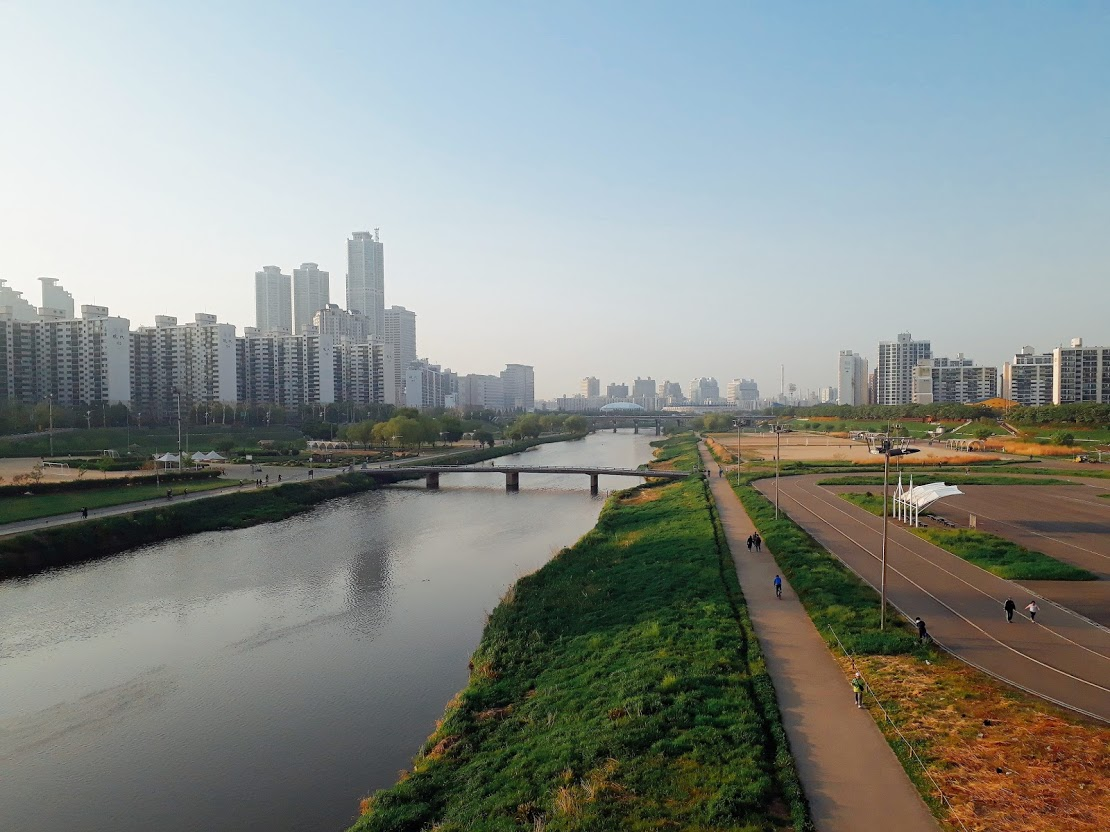
양천구와 영등포구의 경계를 이루고 있는 안양천의 모습. 왼쪽이 양천구, 오른쪽이 영등포구이다.
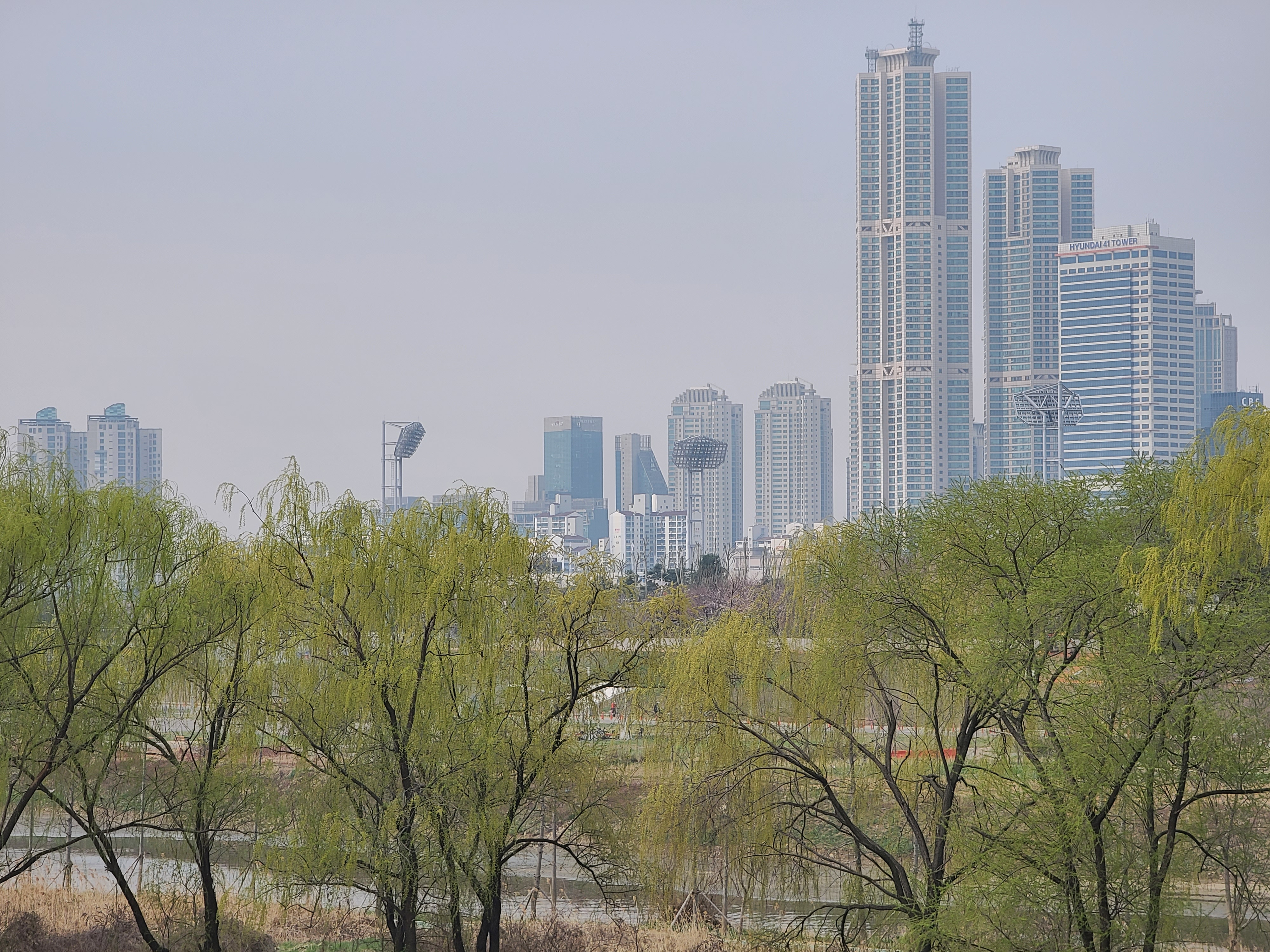
안양천의 버드나무와 목동 하이페리온

## 같이 보기
- 대한민국의 지리